# شوتر جنینگز
شوتر جنینگز (انگلیسی: Shooter Jennings؛ زادهٔ ۱۹ مهٔ ۱۹۷۹) یک موسیقی‌دان اهل ایالات متحده آمریکا است. وی از سال ۲۰۰۵ میلادی تاکنون مشغول فعالیت بوده‌است.